# Ana Marinković
Ana Marinković cyr. Ана Маринковић (ur. 7 kwietnia 1881 w Belgradzie, zm. 30 maja 1973 w Guéthary) – malarka serbska, siostra Jeleny Lozanić Frotingham.

## Życiorys
Była córką profesora chemii Simy Lozanicia i Stanki z d. Pačić. Ukończyła szkołę średnią w Belgradzie, w tym czasie pobierała lekcje rysunku u Nadeždy Petrović i Risto Vukanovicia. Naukę kontynuowała w Londynie i w Paryżu. W 1908 po raz pierwszy wystawiła swoje obrazy publicznie, w ramach wystawy zbiorowej uczniów Szkoły Sztuk Pięknych i Rzemiosła.  W 1911 została przyjęta do stowarzyszenia twórców Lada, założonego przez Risto Vukanovicia, wcześniej jej prace znalazły się na wystawie organizowanej przez stowarzyszenie.
Po wybuchu wojen bałkańskich Ana Marinković służyła jako pielęgniarka w szpitalu wojskowym. W czasie I wojny światowej, wraz z rannymi żołnierzami serbskimi przeszła przez Albanię i dotarła na Korfu.
Po powrocie do Belgradu, w 1919 znalazła się w gronie założycieli Stowarzyszenia Artystów Serbii i zajęła się promocją sztuki serbskiej. Razem z Ljubomirem Ivanoviciem, Kostą Miličeviciem i Borivoje Stefanoviciem była zaliczana do belgradzkich impresjonistów. Swoje prace wystawiała w Belgradzie, a w latach 30. XX w. także w Turynie i w Sofii.
W latach 30. była zaangażowana w działalność dobroczynną, organizowaną przez królową Mariję Karađorđević, pomagając dzieciom z ubogich rodzin. W czasie niemieckiej okupacji Belgradu Ana Marinković żyła samotnie, po śmierci męża. Po zakończeniu wojny i przejęciu władzy przez komunistów zdecydowała się wyjechać z kraju. Dotarła do miasta Guéthary w południowo-zachodniej Francji, gdzie jej siostra prowadziła sierociniec. Pod koniec życia powróciła do malarstwa, tworząc głównie pejzaże. Przed śmiercią podarowała Narodowemu Muzeum Serbii część swoich prac, a także obrazy Paji Jovanovicia i Kosty Miličevicia.
Zmarła w 1973 w Guéthary.
Była mężatką (poślubiła serbskiego ekonomistę i polityka Vojislava Marinkovicia, który zmarł w roku 1935), nie miała dzieci.

## Twórczość
Większość z 300 dzieł (obrazów i grafik) Any Marinković stanowią pejzaże i martwe natury. Obrazy znajdują się w zbiorach miejskiego muzeum w Belgradzie, Muzeum Sztuki Współczesnej i Narodowego Muzeum Serbii, kilka z nich gromadzi nowosadzka kolekcja Pavle Beljanskiego.